# Sebastian Griesbeck
Sebastian Griesbeck (Ulm, Baden-Wurtemberg, Alemania, 3 de octubre de 1990) es un futbolista alemán que juega como centrocampista en el IK Start de la OBOS-ligaen noruega.

## Trayectoria
Realizó las divisiones formativas en el TV Wiblingen, de su ciudad natal. En 2010, pasó a integrar las filas del Ulm 1846. Rápidamente, quedó como parte del primer equipo, debutando el 27 de agosto de ese año ante FSV Fráncfort II por la fecha 3 de la Regionalliga Süd. Aquel día, ingresó a los 42 minutos del segundo tiempo en lugar de Max Knorn, y marcó su primer gol, el 3-1 definitivo, un minuto más tarde, dándole la primera victoria a su equipo en el certamen. Si bien el club declaró la quiebra a principios de 2011, continuó disputando de manera extraoficial los partidos de liga. Durante ese tramo, Griesbeck jugó 23 encuentros más, convirtiendo su segundo gol el 20 de abril de 2011 en la victoria 2-0 ante Eintracht Fráncfort II.
Con Ulm ya descendido y disputando la Oberliga Baden-Wurtemberg en la temporada 2011-12, Griesbeck se transformó en titular recurrente. Jugó 29 encuentros, todos desde el inicio, registrando 1 gol —en la victoria 3-0 ante Nöttingen, el 17 de marzo de 2012— y 2 asistencias. El 11 de noviembre de 2011, sufrió la primera expulsión de su carrera: fue frente a Spielberg, en el minuto 93, y por la cual debió cumplir tres fechas de suspensión. Ulm ganó aquel encuentro 2-1. El club se consagró campeón esa misma temporada y ascendió a la Regionalliga Südwest.
Griesbeck mantuvo su puesto en el equipo en la nueva cuarta categoría. Disputó 35 partidos durante el campeonato 2012-13, llegando a portar la cinta de capitán en dos de ellos. Convirtió 2 tantos, uno ante Eintracht Fráncfort II y el otro frente a Idar-Oberstein.
Al inicio de la temporada 2013-14, Griesbeck fue transferido a Heidenheim 1846, de la 3. Liga. Hizo su estreno el 20 de julio de 2013 en la 1ª fecha del certamen, marcando el gol con el que su equipo venció a Duisburgo por 1-0. Días más tarde, el 2 de agosto de 2013, hizo su debut por la Copa de Alemania en el partido de primera ronda ante 1860 Múnich, donde Heidenheim quedó eliminado por penales. Griesbeck se mantuvo como titular del equipo durante toda la temporada, consiguiendo el ascenso a la 2. Bundesliga al obtener el título en la tercera división.
Desde el ascenso del equipo a la segunda categoría alemana, Griesbeck ha llegado a portar la cinta de capitán en varios encuentros de liga. En la primera ronda de la Copa de Alemania 2018-19, marcó el primer gol del partido en el que su equipo goleó 5-2 a Jeddeloh. Heidenheim alcanzó los cuartos de final en aquel certamen, quedando eliminado ante Bayern Múnich en un drámatico encuentro que finalizó 5-4.
Tras finalizar contrato al término de la temporada 2019-20, el F. C. Union Berlin anunció su fichaje. Después de una temporada en el conjunto capitalino, el 31 de agosto de 2021 se marchó al SpVgg Greuther Fürth. Allí estuvo un par antes de unirse al Eintracht Brunswick en junio de 2023. En este equipo permaneció un año y en agosto de 2024 fichó por el IK Start noruego.

## Estadísticas

### Clubes
| Club            | País     | Año       |
| --------------- | -------- | --------- |
| Ulm 1846        | Alemania | 2010-2013 |
| Heidenheim 1846 | Alemania | 2013-2020 |
| Unión Berlín    | Alemania | 2020-     |

| Club | Div.                | Temporada           | Liga | Liga | Liga | Copas nacionales(1) | Copas nacionales(1) | Copas nacionales(1) | Torneos internacionales(2) | Torneos internacionales(2) | Torneos internacionales(2) | Total(3) | Total(3) | Total(3) |
| Club | Div.                | Temporada           | PJ   | G    | A    | PJ                  | G                   | A                   | PJ                         | G                          | A                          | PJ       | G        | A        |
| --- | ------------------- | ------------------- | ---- | ---- | ---- | ------------------- | ------------------- | ------------------- | -------------------------- | -------------------------- | -------------------------- | -------- | -------- | -------- |
| Ulm 1846 · Alemania | 4.ª                 | 2010-11             | 24   | 2    | 1    | —                   | —                   | —                   | —                          | —                          | —                          | 24       | 2        | 1        |
| Ulm 1846 · Alemania | 5.ª                 | 2011-12             | 29   | 1    | 2    | —                   | —                   | —                   | —                          | —                          | —                          | 29       | 1        | 2        |
| Ulm 1846 · Alemania | 4.ª                 | 2012-13             | 35   | 2    | 1    | —                   | —                   | —                   | —                          | —                          | —                          | 35       | 2        | 1        |
| Ulm 1846 · Alemania | Total               | Total               | 88   | 5    | 4    | —                   | —                   | —                   | —                          | —                          | —                          | 88       | 5        | 4        |
| Heidenheim 1846 · Alemania | 3.ª                 | 2013-14             | 37   | 1    | 4    | 1                   | 0                   | 0                   | —                          | —                          | —                          | 38       | 1        | 4        |
| Heidenheim 1846 · Alemania | 2.ª                 | 2014-15             | 31   | 1    | 1    | 2                   | 0                   | 0                   | —                          | —                          | —                          | 33       | 1        | 1        |
| Heidenheim 1846 · Alemania | 2.ª                 | 2015-16             | 31   | 2    | 1    | 3                   | 0                   | 0                   | —                          | —                          | —                          | 34       | 2        | 1        |
| Heidenheim 1846 · Alemania | 2.ª                 | 2016-17             | 33   | 3    | 0    | 2                   | 0                   | 0                   | —                          | —                          | —                          | 35       | 3        | 0        |
| Heidenheim 1846 · Alemania | 2.ª                 | 2017-18             | 28   | 0    | 1    | 3                   | 0                   | 0                   | —                          | —                          | —                          | 31       | 0        | 1        |
| Heidenheim 1846 · Alemania | 2.ª                 | 2018-19             | 32   | 1    | 3    | 4                   | 1                   | 3                   | —                          | —                          | —                          | 36       | 2        | 6        |
| Heidenheim 1846 · Alemania | 2.ª                 | 2019-20             | 31   | 2    | 1    | 2                   | 0                   | 0                   | —                          | —                          | —                          | 33       | 2        | 1        |
| Heidenheim 1846 · Alemania | Total               | Total               | 223  | 10   | 11   | 17                  | 1                   | 3                   | 0                          | 0                          | 0                          | 240      | 11       | 14       |
| Total en su carrera | Total en su carrera | Total en su carrera | 311  | 15   | 15   | 17                  | 1                   | 3                   | 0                          | 0                          | 0                          | 328      | 16       | 18       |
| (1) Incluye datos de la Copa de Alemania. (2) Incluye datos de la Liga de Campeones y la Liga Europa. (3) No incluye goles en partidos amistosos. |                     |                     |      |      |      |                     |                     |                     |                            |                            |                            |          |          |          |

## Palmarés

### Campeonatos nacionales
| Título                    | Club            | País     | Año     |
| ------------------------- | --------------- | -------- | ------- |
| Oberliga Baden-Wurtemberg | SSV Ulm 1846    | Alemania | 2011-12 |
| 3. Liga                   | Heidenheim 1846 | Alemania | 2013-14 |